# Justicia camerunensis
Justicia camerunensis är en akantusväxtart som först beskrevs av Hermann Heino Heine, och fick sitt nu gällande namn av I.Darbysh.. Justicia camerunensis ingår i släktet Justicia och familjen akantusväxter. Inga underarter finns listade i Catalogue of Life.